# ماهیچه بالابرنده غده سپردیس
ماهیچه بالابرنده غده سپردیس (انگلیسی: Levator muscle of thyroid gland) یک ماهیچه غیردائمی است که از تنگه (isthmus) با هرم (pyramid) غده تیروئید منشأ می‌گیرد و روی استخوان لامی (hyoid) پیوند می‌شود.